# 5821 Yukiomaeda
5821 Yukiomaeda (tên chỉ định: 1989 VV) là một tiểu hành tinh vành đai chính. Nó được phát hiện bởi Watari Kakei, Minoru Kizawa, và Takeshi Urata ở Đài thiên văn Nihondaira ở Shimizu, Shizuoka, Nhật Bản, ngày 4 tháng 11 năm 1989. Nó được đặt theo tên Yukio Maeda, một kỹ sư ở Institute of Space và Astronautical Science và là nhà thiên văn nghiệp dư.